# Вязьмин, Иннокентий Николаевич
Иннокентий Николаевич Вязьмин (5 декабря 1930 — 26 сентября 1988) — комбайнёр колхоза «Рассвет» Аларского района Усть-Ордынского Бурятского национального округа, Герой Социалистического Труда.

## Биография
Родился в 1930 году в Аларском районе Восточно-Сибирского края (ныне — Иркутская область). Получил лишь начальное образование и в связи с началом Великой Отечественной войны ушёл работать в колхоз «Рассвет». Затем стал комбайнером. Вступил в КПСС. Бригада Вязьмина достигла успехов в сельскохозяйственном производстве в 1960-х гг.

### Трудовой подвиг
Указом Президиума Верховного Совета СССР от 08.04.1971 по итогам восьмой пятилетки за успешный и доблестный труд Вязьмину Иннокентию Николаевичу присвоить звание Героя Социалистического Труда с вручением ордена Ленина и золотой медали «Серп и Молот»

Избирался депутатом местного Совета народных депутатов.
Жил в селе Табарсук Аларского района. Умер 26 сентября 1988 года.
Награждён орденом Ленина (08.4.1971) и медалями, а также медалями ВДНХ СССР.